# Amephana anarrhini
Amephana anarrhini är en fjärilsart som beskrevs av Philogène Auguste Joseph Duponchel 1840. Amephana anarrhini ingår i släktet Amephana och familjen nattflyn. Inga underarter finns listade i Catalogue of Life.